# Argos-Mykines
Argos-Mykines (tiếng Hy Lạp: ?) là một khu tự quản ở vùng Peloponnesos, Hy Lạp. Khu tự quản Argos-Mykines có diện tích 1003 km², dân số theo điều tra ngày 18 tháng 3 năm 2001 là 47745 người.